# Grand Prix Emilia Romagna
Grand Prix Emilia Romagna (anglicky Emilia Romagna Grand Prix, italsky Gran Premio dell'Emilia Romagna) je závod vozů Formule 1, pořádaný na okruhu Autodromo Enzo e Dino Ferrari, který je často zkráceně nazývám "Imola" po městě, ve kterém se nachází. Na okruhu v Imole se v roce 1980 konala Grand Prix Itálie a v letech 1981 až 2006 Grand Prix San Marina.

## Historie

### 2020
Pandemie covidu-19 vedla k narušení původně naplánovaného kalendáře, přičemž řada závodů byla zrušena. Grand Prix Emilia Romagna byla přidána do znovu sestaveného kalendáře, jako jedna z jednorázových nových nebo vracejících se Grand Prix. Akce používala jednorázový dvoudenní víkendový formát s jedním tréninkem v sobotu, místo obvyklých tří. Kvalifikaci ovládl jezdec týmu Mercedes Valtteri Bottas a v závodě zvítězil jeho týmový kolega Lewis Hamilton.

### 2021
Grand Prix Emilia Romagna byla plánována pouze jako jednorázový závod, ale kvůli pokračující pandemie covidu-19 nahradila v sezóně 2021 odloženou Grand Prix Číny. Závod se uskutečnil jako druhý v sezóně 18. dubna 2021 a vyhrál ho Max Verstappen.

### 2022–
Grand Prix Emilia Romagna se v kalendáři objevila potřetí a hostila jeden ze tří sprintů v roce 2022. Závod opět vyhrál Max Verstappen.
Plánovaný závod pro rok 2023 byl zrušen kvůli záplavám v regionu.

## Vítězové Grand Prix Emilia Romagna

### Opakovaná vítězství (jezdci)
| Počet vítězství | Jezdec         | Roky                   |
| --------------- | -------------- | ---------------------- |
| 4               | Max Verstappen | 2021, 2022, 2024, 2025 |

### Opakovaná vítězství (týmy)
| Počet vítězství | Konstruktér | Roky                   |
| --------------- | ----------- | ---------------------- |
| 4               | Red Bull    | 2021, 2022, 2024, 2025 |

### Opakovaná vítězství (dodavatelé motorů)
| Počet vítězství | Dodavatel  | Roky       |
| --------------- | ---------- | ---------- |
| 2               | Honda RBPT | 2024, 2025 |

### Vítězové v jednotlivých letech
| Rok  | Jezdec         | Konstruktér         | Trať                          | Výsledky |
| ---- | -------------- | ------------------- | ----------------------------- | -------- |
| 2025 | Max Verstappen | Red Bull–Honda RBPT | Autodromo Enzo e Dino Ferrari | Výsledky |
| 2024 | Max Verstappen | Red Bull–Honda RBPT | Autodromo Enzo e Dino Ferrari | Výsledky |
| 2023 | Nejelo se      | Nejelo se           | Nejelo se                     | Výsledky |
| 2022 | Max Verstappen | Red Bull–RBPT       | Autodromo Enzo e Dino Ferrari | Výsledky |
| 2021 | Max Verstappen | Red Bull–Honda      | Autodromo Enzo e Dino Ferrari | Výsledky |
| 2020 | Lewis Hamilton | Mercedes            | Autodromo Enzo e Dino Ferrari | Výsledky |